# 家庭教師ヒットマンREBORN! キャラクターアルバム SONG "BLUE" 〜rivale〜
『家庭教師ヒットマンREBORN! キャラクターアルバム SONG "BLUE" 〜rivale〜』は、『家庭教師ヒットマンREBORN!』のキャラクターソング・アルバムである。

## 概要
アニメ『家庭教師ヒットマンREBORN!』のキャラクターが歌うキャラクターソングアルバムの第2弾。2ヶ月連続のリリースとなった。第2弾のBLUEはライバル的存在のキャラクターの曲を中心に収録。

## 収録曲
1. End:Res / 六道骸（CV:飯田利信）
2. FLAMING RAGE / XANXUS（CV:池田政典）
3. BREAK OUT / スクアーロ（CV:高橋広樹）
4. bloody prince / ベルフェゴール（CV:藤原祐規）
5. Special illusion / フラン（CV:國立幸）
6. PARADE / 白蘭（CV:大山鎬則）
7. シミュレーション / 入江正一（CV:豊永利行）&スパナ（CV:津田健次郎）
8. 狂気の花 / 桔梗（CV:加藤和樹）